# Paul Hautechaud
Paul Hautechaud (1896-1944) fut un médecin qui, pendant la Seconde Guerre mondiale, s’engagea dans la Résistance et dirigea en Normandie un groupe de résistance rattaché au réseau action Jean-Marie-DONKEYMAN du Special Operations Executive.

## Identités
- État civil : Paul François Roger Hautechaud
- Comme agent du SOE, section F : [à renseigner]
- Comme déporté à Buchenwald : matricule numéro 44862
- Signalement (carte d'identité) : taille 1,59 m ; cheveux blonds, yeux bleus, nez rectiligne, visage ovale, teint coloré.

Parcours militaire : capitaine de réserve.

## Famille
- Sa femme : Andrée, née Eynard, née le 31 janvier 1898 à Paris 6e.
- Ses enfants (3) : Maurice (1920), Nicole Duval (1926) ; Pierre (1933)

## Éléments biographiques
Paul Hautechaud naît le 4 mars 1896 à Bordeaux.
Pendant la Première Guerre mondiale, il combat. En juillet 1915, il obtient le baccalauréat.
En 1919, il se marie à Paris avec Andrée Eynard (Saint-Sulpice, Paris 6e, le 26 novembre).
En 1922, il obtient le titre de docteur en médecine à Bordeaux, après avoir soutenu sa thèse de doctorat le 19 mai 1922, Crèches et chambres d'allaitement à Bordeaux. Leur évolution nécessaire.
En 1925, la famille Hautechaud s’installe à Fervaques. Très actif, il ne tarde pas à participer à l’activité de plusieurs associations, à commencer par la Société Sportive, dont il devient le président de 1926 à 1928. Puis il cède la place pour s’occuper de la Société des Anciens Combattants.
Il est élu au conseil municipal de sa commune en 1926, en remplacement d’un conseiller démissionnaire. En 1929, il est réélu.
Il accepte d’être le vice-président de la Société des Anciens Combattants, de 1931 à 1938.
Début 1941, le docteur Hautechaud crée un réseau, qui réunit, au début : Henri Beaudet, agriculteur à Notre-Dame-de-Courson ; Suzanne Septavaux ; Emmanuel des Georges.
Début 1942, le réseau s’implante fortement à Lisieux, sous la responsabilité de Roland Bloch « Hugo », un ancien condisciple de son fils au collège Marcel Gambier. En mai, Paul Hautechaud reçoit la visite de Robert Kiffer « Raoul », ancien agent du réseau de renseignements INTERALLIÉ de Roman Czerniawski « Armand ». Raoul, qui a accepté de travailler pour Hugo Bleicher de l’Abwehr, a reçu la mission d’infiltrer la Résistance en Normandie. En septembre, le docteur Hautechaud soigne un soldat anglais, Graham Hayes. Une fois rétabli, le soldat doit rentrer en Angleterre. Le 20 octobre, selon le plan établi pour cela (via l’Espagne), Paul Hautechaud et Suzanne Septavaux l’amènent à la gare de Lisieux et, en confiance, le remettent à Robert Kiffer « Raoul » et Robert Goubeau « Bob ». À l’arrivée à la gare Saint-Lazare, ces derniers livrent Graham Hayes à Hugo Bleicher « Monsieur Paul », assisté de Jean-Louis Ortet « Armand », les agents de l’Abwehr. Graham Hayes sera fusillé le 13 juillet 1944.
Le 17 septembre 1943, il porte assistance à un aviateur canadien blessé rescapé d’un bombardier tombé à Notre-Dame-de-Courson. Dénoncé, il est arrêté le 18 septembre 1943.
Il est torturé par le Sipo-SD de Caen, puis interné à la prison de Caen jusqu'au 24 janvier 1944, où il est transféré au camp de Royallieu, près de Compiègne, d’où il est déporté à Buchenwald par le train du 27 janvier 1944, où il meurt de maladie et d’épuisement le 11 mars 1944.

## Reconnaissance

### Distinctions
- France
  - Légion d'honneur
  - Croix de guerre 1914-1918
  - Croix de guerre 1939-1945
  - Médaille de la Résistance, à titre posthume (décret du 25 février 1958)
- États-Unis
  - « The President of the United States of America has directed me to express to Paul François R. Hautechaud the gratitude and appreciation of the American people for gallant service in assisting the escape of Allied soldiers from the enemy » (Dwight D. Eisenhower, General of Army, Commanding General United States forces European Theater)

### Monuments
- À Fervaques :
  - sur le monument aux morts, situé place de l'église, Paul Hautechaud est cité dans la liste comme « déporté et fusillé ».
  - sur la maison où il habitait, située 12 rue du docteur Hautechaud, une plaque commémorative a été inaugurée le 23 mai 2004.

### Voies
- La rue du docteur Hautechaud (RD64) à Fervaques.